# Hari Gurung
Hari Gurung (sinh ngày 18 tháng 2 năm 1992) là một cầu thủ bóng đá người Bhutan. Anh ra mắt lần đầu cho Đội tuyển bóng đá quốc gia Bhutan năm 2009.